# نئال ال فرست
 نئال ال فرست (انگلیسی: en:Neal L. First؛ زادهٔ ۸ اکتبر ۱۹۳۰ - درگذشته ۲۰ نوامبر ۲۰۱۴) یک زیست شناس اهل ایالات متحده آمریکا است.